# Суконна слобода (станція метро)
55°46′36″ пн. ш. 49°08′36″ сх. д. / 55.77667° пн. ш. 49.14333° сх. д.
Суконна слобода (тат. Сукно бистәсе) — станція Центральної лінії Казанського метрополітену,  розташована між станціями «Майдан Габдулли Тукая» і «Аметьєво». Відкрита 27 серпня 2005 у складі першої пускової ділянки Казанського метрополітену «Гірки» - «Кремлівська».

## Технічна характеристика
Конструкція станції — колонна (14 пар колон), трипрогінна станція мілкого закладення, з однією острівною прямою платформою, побудована з монолітного залізобетону. На станції заставлено тактильне покриття.

## Колійний розвиток
Станція без колійного розвитку.
Перед станцією по I головній колії передбачено задєл під камеру з'їздів для майбутньої СЗГ з Приволзькою лінією.

## Вестибюлі і пересадки
Станція має 2 підземних вестибюля, з'єднаних з платформою безескалаторними сходами. У північному вестибюлі є пандус і встановлений платформовий підйомно-транспортний механізм, придатний для інвалідів та інших пасажирів з обмеженими функціями.
З північного вестибюля є 1 вхід-вихід на вулицю Петербурзьку в напрямку до центру. З південного вестибюля є 1 вхід-вихід до вулиці Есперанто (частина Малого Казанського кільця) і передбачений хід у споруджуваний пізніше підземний перехід під перехрестям вулиць Петербурзька і Есперанто зі входом-виходом за вулицею Есперанто. Також у північній частині станції передбачено заділ для пересадочного переходу на станцію третьої (Приволзької) лінії метро.

## Оздоблення
Біло-бежево-коричневі кольори і елементи архітектурного вигляду станції, розташованої на місці стародавньої ремісничо-торговельної слободи при Полотняніймануфактурі на шляху Ногайского тракту у Золоту Орду, стилізовані в традиціях позаминулих століть. Повсюдно в оздоблені влаштовані вузькі прямі пілястри і використаний полірований мармур «Боттичино» і граніти «куртинський» і «джлиьтау-надія».
Стіни перонного залу (а також вестибюлів) оздоблені мармуром і мають широкі пілястри двох типів: у вигляді «еполетів» і «віконець» (по дві кожного типу з кожного боку).
Колони перонного залу, виконані з монолітного залізобетону, оздоблені мармуром і гранітом. На кожній другій колоні у верхній частині встановлено ажурний кований світильник, а внизу по внутрішньому півпериметр влаштовано сидіння з дерева.
Підлога платформи перонного залу (а також вестибюлів) виконано плитами з полірованого граніту. Основне тло — граніт «джільтау-надія», додаткове - граніти «куртинський» і «Мансуровський» по спеціальному рисунку.
Монолітна залізобетонна стеля перонного залу, що має глибокі поперечні кесони-балки, пофарбована у білий колір за технологією Tex-Color. У стелі вздовж рядів колон влаштовані лінійні світильники з матовим склом. Навколо місць стику колон з стелею вони створюють зоровий ефект відсутності контакту колони і стелі.
На колійних стінах перонного залу великими бронзовими літерами під «еполетами» викладені покажчики назви станції, а темними буквами між ними — покажчики лінії. Під стелею між колонами підвішені покажчики лінії і виходів що світяться . Над підйомами до вестибюлів встановлені покажчики виходів що світяться і білі круглі циферблатні годинник.
У вестибюлях монолітні залізобетонні стіни, оздоблені мармуром, з кроком 4,5 м вбудовані колони з пілястрами, в монолітній залізобетоні стелі білого кольору влаштовані глибокі поперечні кесони з вмонтованими світильниками з матовим склом, а підлога викладена гранітом.
На стінах вестибюлів і входів встановлені покажчики виходів що світяться і таксофони. Над касами вестибюлів встановлені білий круглий циферблатний годинник. У вестибюлях встановлені валідатори електронних карт, банківські та торговельні автомати.
Ковані світильники на колонах, прямокутні решітки та інші огороджувальні вироби в вестибюлях і на спусках і підйомах з них виготовлені з нержавіючої сталі з подальшим фарбуванням в колір бронзи і графіту.

## Ресурси Інтернету
- Станція «Суконна слобода» на сайті «Світ метро» [Архівовано 6 грудня 2013 у Wayback Machine.](рос.)
- Станція «Суконна слобода» на сайті «Метрополітени СРСР» [Архівовано 22 січня 2011 у Wayback Machine.](рос.)
- Станція «Суконна слобода» на сайті «Метроелектротранс»[недоступне посилання з травня 2019](рос.)
- Станція «Суконна слобода» на сайті «Казанський метрополітен»(рос.)
- Станція «Суконна слобода» на сайті «К-метро» [Архівовано 16 жовтня 2013 у Wayback Machine.](рос.)